# Sarah Haffner

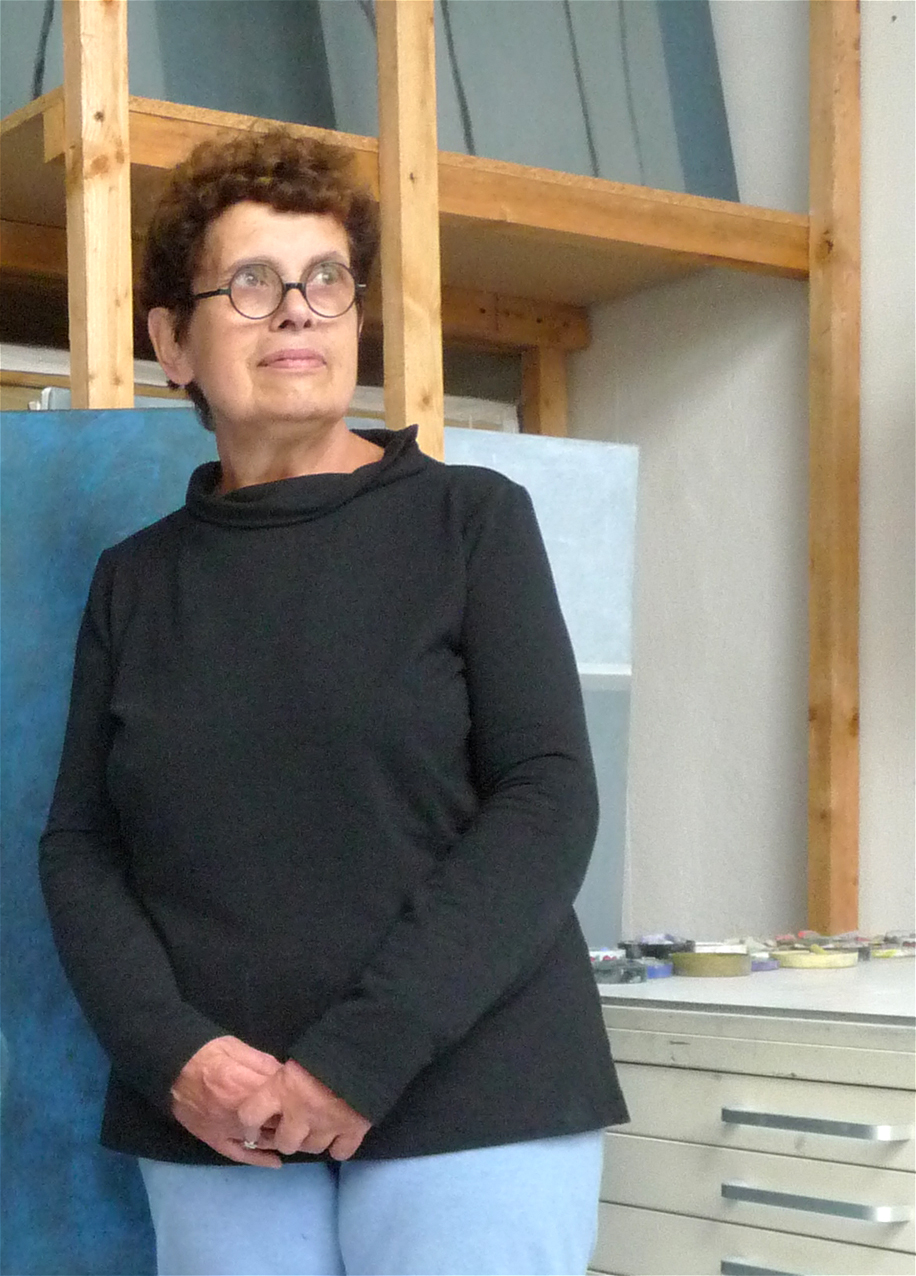
Sarah Haffner, 2014

Sarah Haffner (* 27. Februar 1940 in Cambridge; † 11. März 2018 in Dresden) war eine deutsch-britische Malerin und Autorin.

## Leben
Sarah Haffner wurde 1940 in Cambridge, England, geboren, wohin ihre Eltern Sebastian Haffner und seine Frau Erika 1938 emigriert waren. 1954 zog sie mit ihrer Familie von London, wo Sarah Haffner aufwuchs, nach Deutschland um. Unterbrochen von Auslandsaufenthalten in Paris und London, lebte und arbeitete Sarah Haffner seitdem im damaligen West-Berlin, wo sich ihre Familie niederließ. Nachdem sie ein Jahr die Meisterschule für das Kunsthandwerk in Berlin besucht hatte, begann sie mit 17 Jahren ihr Kunststudium an der Hochschule der Künste (HdK). Nach der Grundlehre kam sie in die Fachklasse für Malerei von Ernst Schumacher. Von 1960 bis 1962 war sie verheiratet mit dem Maler Andreas Brandt. Wegen der Geburt ihres gemeinsamen Sohnes unterbrach Sarah Haffner ihr Studium und war fortan als freischaffende Künstlerin tätig. Ihren Abschluss an der Kunsthochschule holte sie 1973 nach.
Neben ihrer Tätigkeit als Bildende Künstlerin und Autorin war Sarah Haffner von 1969 bis 1986 an verschiedenen Hochschulen als Dozentin tätig. Im Jahr 1969 beschloss Sarah Haffner, wieder nach England zu ziehen, nicht zuletzt, um Abstand zur dogmatisch gewordenen Studentenbewegung zu bekommen. An der Watford School of Art war sie als Dozentin für Farbe tätig. 15 Monate dauerte der Aufenthalt in London, dann kehrte Sarah Haffner mit ihrem Sohn nach Berlin zurück. Ihre Erfahrung in der Lehre verhalf ihr kurz nach ihrer Rückkehr 1971 zu einer Anstellung bei der 1. Staatlichen Fachschule für Erzieher. Sie unterrichtete dort bis 1981 das Fach „Kinderspiel und Arbeit“. Von 1980 bis 1986 lehrte Sarah Haffner an der HdK.

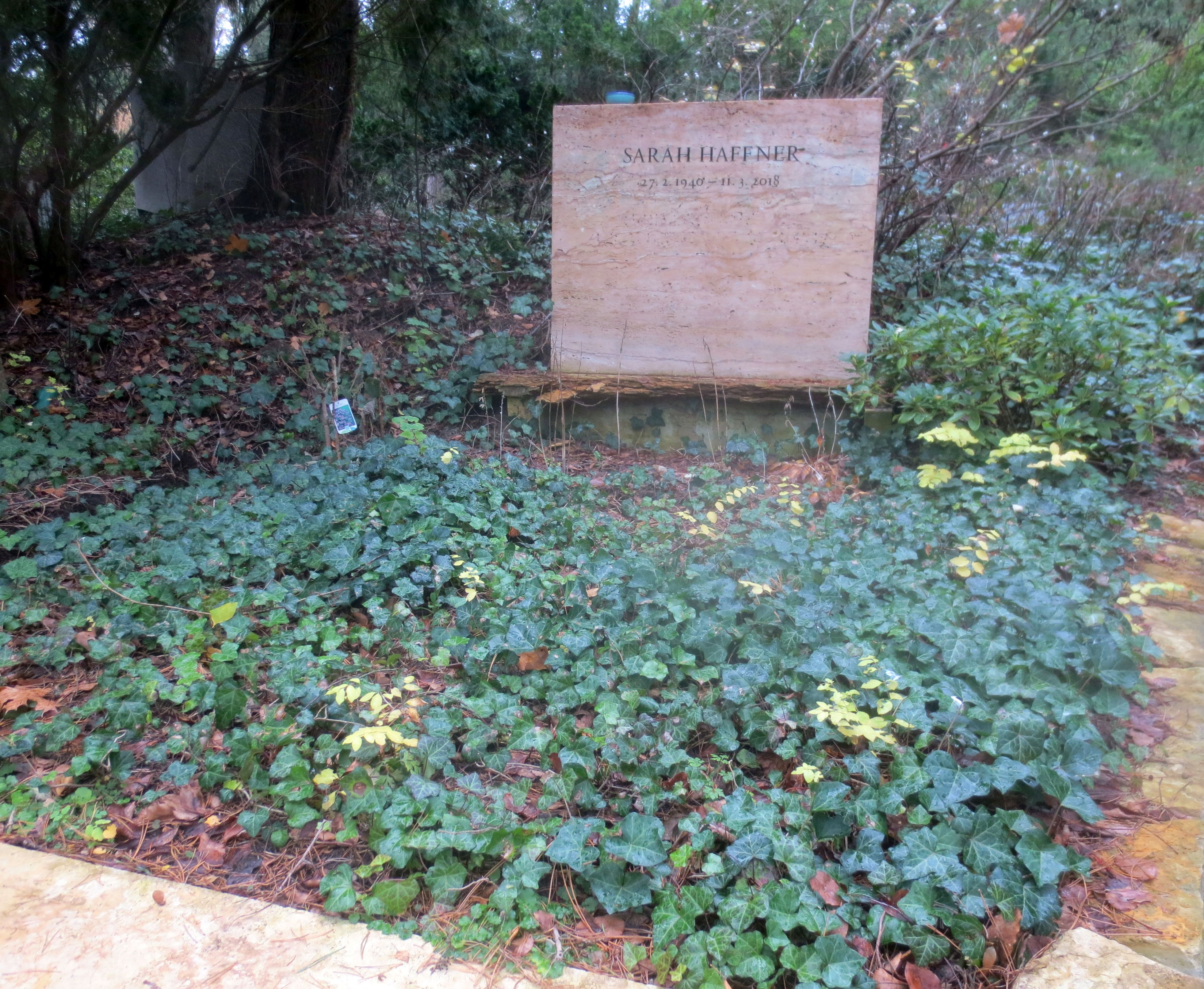
Grab von Sarah Haffner auf dem Friedhof Heerstraße in Berlin-Westend

1975 arbeitete Sarah Haffner an einer Fernsehdokumentation über Frauenmisshandlung und englische Frauenhäuser, nach vergeblichen Versuchen, einer betroffenen Nachbarin über Polizei und Ämter zu helfen. Die Dokumentation zog die Finanzierung des bundesweit ersten Frauenhauses in Berlin nach sich, in dem Sarah Haffner sechs Monate ehrenamtlich tätig war.
Sarah Haffner lebte und arbeitete bis in die 2010er Jahre im Berliner Stadtteil Charlottenburg. Sie starb am 11. März 2018 im Alter von 78 Jahren in Dresden, wo ihr Sohn David Brandt als Fotograf lebt und arbeitet. Die Trauerfeier für Sarah Haffner und die Beisetzung ihrer Urne fanden am 6. April 2018 auf dem landeseigenen Friedhof Heerstraße in Berlin-Westend statt.

## Werk

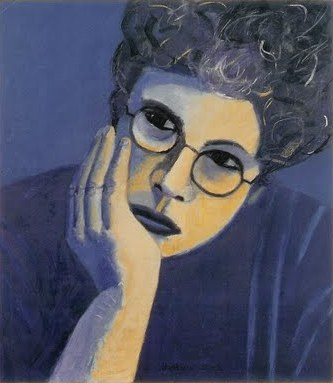
Selbst, 2002, 1,20 m × 1,00 m, Mischtechnik auf Leinwand

### Malerin
Sarah Haffners thematisches Spektrum umfasste Porträts, Stillleben, Landschaften und Stadtansichten. Seit 1985 hat sich ihre gegenständlich-figurative Malweise von einer additiven, stark am Gegenstand orientierten hin zu einer zunehmend abstrahierenden Darstellungsart entwickelt. Ihre tektonisch gebauten und streng komponierten Bilder sowie die reduzierte Bildsprache lassen Formen als Farbflächen erscheinen. Im scheinbaren Gegensatz zu der strengen Formensprache steht die intensive Farbigkeit ihrer Arbeiten. Sie setzte Farbe nicht naturalistisch, sondern expressiv und zugleich räumlich ein. Zu blauen und grünen Farbtönen hatte sie eine besondere Neigung. Nicht selten verstärkte die Farbgebung die Stimmung der Isolation und Melancholie, die von den häufig sehr ruhigen Szenen und Ansichten ausgeht.
Sarah Haffner nutzte die figürlich-gegenständliche Malweise, um Stimmung und Atmosphäre widerzuspiegeln. Die auf den ersten Blick sehr persönlich wirkenden Momente sind dabei häufig Spiegelbilder allgemeiner Erfahrungen, mit denen Sarah Haffner gesellschaftliche Realitäten offenlegte, ohne dabei agitatorisch zu wirken.
Seit 2004 arbeitete Sarah Haffner mit einer selbst entwickelten Mischtechnik: Tempera und Pastell. Neben großformatigen Leinwänden und überlebensgroßen Darstellungen arbeitete sie auch mit kleineren Papierformaten (insbesondere für abstrahierte Landschaften) und druckte Grafiken (Siebdrucke und Lithografien).

### Reflexionen zu Geschlechterverhältnissen, Frauenbewegung und 68er-Bewegung
Selbstreflexiv und kritisch beobachtete Haffner die Produktionsbedingungen von Künstlerinnen und das gespaltene Selbstbild von Malerinnen – bereits als siebzehnjährige Studentin an der Hochschule der Künste Berlin. Aus einem Interview mit Cäcilia (Cillie) Rentmeister:

„Mit siebzehn Jahren bin ich auf die Kunsthochschule und da hab ich mich entsetzlich unwohl gefühlt, und obwohl ich das damals nicht in Worte fassen konnte, war mir unterbewußt bewußt, daß ich als Frau gesehen werde und nicht als Malerin und daß ich auch als Frau interessant bin. Das drückte sich dann so aus, daß ich, wenn ich in Hosen zur Schule ging, wußte, daß ich an dem Tag malen würde. Und wenn ich im Rock ging, dann wußte ich, daß ich irgendwo in der Halle rumstehen würde und warten, bis mich Leute ansprechen... Ich wußte genau, das waren zwei verschiedene Stimmungen –, das war im Grunde genommen schon eine Art Spaltung, wenn man so will... Ich war sehr ehrgeizig und mir auch völlig klar, daß man nur was erreichen kann, wenn man ständig arbeitet – aber nicht nur ich, sondern alle Mädchen in der Schule wurden irgendwie nicht für voll genommen. Ich habe sicher darunter gelitten –, einmal, weil ich mich selbst für voll nahm, sehr viel von mir selbst verlangte, und irgendwie enttäuscht war, daß mein Bild von mir und das von anderen so auseinanderklaffen...“
Wie andere Künstlerinnen auch litt Haffner unter dem ehrgeizigen Vollzeitanspruch an sich selbst als Künstlerin, in einer „Künstlerehe“ und den Ansprüchen der Mutterschaft:
„Mein Mann malte nur Streifen (lacht). Und trotzdem, als Maler war er einfach wichtiger... Ich habe Beziehungen immer als Störung der Selbstständigkeit empfunden, konnte da sehr schlecht malen... Ich war in einer Künstlerehe, es war entsetzlich. Weil da letztlich eine Art Konkurrenz war... und als mein Sohn geboren war, hatte mein Mann gerade in der Schule ein Atelier, und ich sagte, ich möchte jetzt wieder malen und er müßte sich ums Kind kümmern. Aber es war für ihn völlig klar, daß ich nur noch Haushalt machen würde... Die Mutterschaft mit dem Malen zusammenzubringen, das war ein ewiger Hickhack.“
Sarah Haffner hinterfragte Geschlechterstereotype, ob sie nun von männlicher oder weiblicher Seite kamen. Sie reagierte empört, als die auswählende Künstlerinnengruppe für die Ausstellung „Künstlerinnen International 1877–1977“ in Berlin 1977 die Malerinnen Maina-Miriam Munsky und Natascha Ungeheuer nicht teilnehmen ließ. Haffner zog ihre Werke von der Ausstellung zurück und veröffentlichte eine Protesterklärung:
„Seit hunderten von Jahren wird das, was Frauen malen, verheimlicht, totgeschwiegen oder Männern zugeschrieben... Jetzt findet zum ersten Mal in West-Berlin eine große Frauenausstellung statt. Frauenmalerei, so sollte man meinen, ist das, was Frauen malen... Nicht zur Teilnahme an der Ausstellung aufgefordert wurden Natascha Ungeheuer und Maina-Miriam Munsky. Ihre Bilder sind angeblich sexistisch oder nicht weiblich. Wer diesmal festlegt, was weiblich ist und was nicht, ist ein selbsternannter Elitetrupp von Frauen, die sich nicht einmal die Mühe gemacht hat,...sich den Teilnehmerinnen vorzustellen, geschweige denn die feministische Linie, die sie vertreten oder die Kriterien, nach denen sie auswählen... Die Frauenbewegung muß für alle Frauen offen sein oder sie wird kaputtgehen. Dazu aber ist sie viel zu wichtig. Ich nehme aus Protest an dieser Ausstellung nicht teil.“
Wie Haffner als Malerin und junge Mutter die 68er-Bewegung und die Anfänge der Frauenbewegung miterlebt hat, berichtete sie 2002 auch im Interviewbuch von Ute Kätzel Die 68erinnen unter dem Titel Die Kunst als Weg zu sich selbst – „Die Frauen waren der revolutionäre Teil dieser etwas revolutionären Bewegung“.  Ab Frühjahr 1968 ging sie zu den Treffen des Aktionsrates zur Befreiung der Frauen: 
„Ich erinnere mich an zwölf oder fünfzehn Frauen, die alle von sich erzählten... Bisher hatte ich immer gedacht, dass etwas mit mir nicht stimmt, und nun stellte ich fest, dass wir alle die gleichen Erfahrungen gemacht hatten...es war vielleicht eine der lebendigsten Zeiten meines Lebens... Mit dem Aktionsrat habe ich mich am allermeisten identifiziert... dieser Bewußtwerdungsprozeß, den wir durchmachten, der dann bei den Frauen umschlug in die Bewußtwerdung der eigenen Unterdrückung. Ich denke sogar, dass die Frauen der revolutionärste Teil dieser etwas revolutionären Bewegung waren, weil sie wirklich ihre eigene Situation stark infrage gestellt haben.“

### Schriftstellerin
Sarah Haffner war Herausgeberin und Autorin des Buches Gewalt in der Ehe und was Frauen dagegen tun sowie Macherin des Films Schreien nützt nichts. Brutalität in der Ehe. Sie veröffentlichte zahlreiche Kataloge, die sowohl Bilder als auch Prosatexte enthalten. 1982 erschien ihr Gedichtband Graue Tage. Grüne Tage und im Jahr 2001 Eine andere Farbe mit autobiographischen Geschichten. Sarah Haffner schrieb Beiträge für Anthologien und Kataloge, Zeitschriften und Zeitungen.

## Einzelausstellungen (Auswahl)
- 1965: Galerie Benjamin Katz, Berlin (Katalog)
- 1969: Modern Art Galerie, Berlin (Katalog)
- 1970: Watford School of Art, London
- 1980: Galerie am Savignyplatz, Berlin
- 1981: Galerie am Chamissoplatz, Berlin (mit Glienke und Quandt)
- 1981: Steirische Galerie im „Steirischen Herbst“, Graz
- 1984: Galerie Rose, Hamburg
- 1985: Galerie Apex, Göttingen
- 1986: Haus am Lützowplatz, Förderkreis Kulturzentrum, Berlin (Katalog)
- 1987: Kommunale Galerie, Weserburg, Bremen
- 1987: Galerie Rose, Hamburg (Ölbilder und Siebdrucke)
- 1987: Galerie Rose, Hamburg (Bilder in Mischtechniken auf Karton)
- 1988: „Drinnen und Draußen“, Galerie am Chamissoplatz, Berlin (Katalog)
- 1988: Galerie des Mansfeld-Kombinats, Eisleben, DDR
- 1988: 20 Jahre Majakowski-Galerie, Berlin (mit Alexandra Korsakowa)
- 1988: Galerie im Synthesewerk, Schwarzheide, DDR
- 1988: Haus der jungen Talente, Berlin, DDR
- 1989 Städtische Galerie, Schloss Oberhausen (mit Munsky und Seefried-Matejkowa)
- 1989: Galerie im Schillerhaus, Bremerhaven
- 1989: Kunstverein Freiburg (Katalog)
- 1990: Berliner Landesvertretung, Bonn
- 1990: BAWAG Foundation, Wien
- 1991/92: Biuro Wystaw Artystycznych, Schloss der Pommernfürsten, Szczecin (Katalog)
- 1992: Galerie am Pariser Platz, Akademie der Künste, Berlin
- 1993: „Hinter der Wirklichkeit“, Foyer der Berliner Zeitung, Berlin
- 1994/95: „Wer bin ich, wer bist Du?“, Kunstraum St. Virgil, Salzburg
- 1995: Galerie am Neuen Palais, Potsdam
- 1996: Galerie Zunge, Berlin
- 2000: „Im blauen Raum“, Sarah Haffner zum 60. Geburtstag, Galerie Poll, Berlin,

und „In der Stille“, Kunststiftung Poll, Berlin
- 2001: Galerie am Neuen Palais, Potsdam
- 2002: „Morgen, Mittag, Abend, Nacht“, Literaturforum im Brechthaus, Berlin
- 2003: „Köpfe, Orte, Stille“, zur 20. Literarischen Woche, Bremerhaven
- 2004: „Selbstbilder, Fensterbilder“, Galerie Forum Amalienpark, Berlin
- 2005: „Morgen, Mittag, Abend, Nacht“, Einstein Forum, Potsdam
- 2005/06: „Fensterbilder und Zitate“, Literaturhaus, Berlin
- 2007: „Zwie Frauen“, Literaturforum im Brechthaus, Berlin
- 2010: „Blaulicht“, Sarah Haffner zum 70. Geburtstag, Galerie Tammen, Berlin (Katalog)
- 2015: „Neue Arbeiten“, Galerie in der Kunststiftung Poll, Berlin (Katalog)
- 2015: Museum Pankow, Berlin (Katalog)

## Öffentliche Sammlungen (Auswahl)
- Artothek des neuen Berliner Kunstvereins
- Artothek des Kunstvereins Freiburg
- BASF Schwarzheide
- BAWAG Foundation, Wien
- Berlinische Galerie
- Berliner Zeitung
- Biuro Wystaw Artystycznych, Szczecin
- AM Museum, Denver, Colorado
- Deutscher Bundestag
- Deutsches Historisches Museum, Berlin
- Graphothek Berlin-Reinickendorf
- Humboldt-Klinikum, Berlin
- Jüdisches Museum, Berlin
- Kreuzberg-Museum, Berlin
- Kunstverein Bayer-Schering, Berlin
- Mansfeld-Galerie, Eisleben
- Sammlung BauArt, Heidelberg Cement
- Senat von Berlin
- Stadt Bremerhaven
- Stiftung Stadtmuseum, Berlin

Arbeiten in privaten Sammlungen in Deutschland, England, Frankreich, Holland, Irland, Italien, Schweiz, USA.